# 2011年亞洲冬季運動會
第七屆亞洲冬季運動會于2011年1月30日至2月6日在哈萨克斯坦阿拉木圖和阿斯塔納舉辦。本賽事為哈萨克斯坦從蘇聯獨立以來首次舉辦的大型活動。主辦城市的文件於2006年3月4日在科威特簽名。

## 進入阿拉木圖時間
2007年2月4日晚上在中國長春舉行的第六屆亞洲冬季運動會閉幕儀式上，阿拉木圖市長在亞奧理事會副主席霍震霆的手中接過亞奧理事會會旗，即表示亞洲冬季運動會已經進入「阿拉木圖時間」。

2011年亞洲冬季運動會吉祥物

## 开幕式
当地时间1月30日晚19：00，第七届亚冬会开幕式在哈萨克斯坦首都阿斯塔纳竞技场隆重上演。这也是亚冬会首次在中亚国家举办。哈萨克斯坦总统努尔苏丹·纳扎尔巴耶夫宣布第七届亚洲冬季运动会开幕。
开幕式以“金冠”倒计时的方式拉开帷幕。前10分钟，体育场中出现一个金色的布景，形状如著名的皇冠头饰。第1分钟金冠静止不动。突然金冠中有人走出，观众意识到其实他们一直置身其中，身着特色服装与历史情节相得益彰。

## 嘉宾
- 总统纳扎尔巴耶夫
- 总统奥通巴耶娃
- 阿联酋阿布扎比王子默罕默德
- 亚洲奥林匹克理事会主席法赫德亲王
- 国际奥委会主席雅克·罗格
- 英國前首相東尼·布萊爾

## 獎牌榜
8个代表团在本屆亞洲冬季運動會获得奖牌，东道主哈萨克斯坦获得32金，21银，17铜，列居奖牌榜第一名。伊朗和吉尔吉斯斯坦获得历史上的首枚亚冬会奖牌。中国队仅获11金，排名第四，历史上首次未入前三位。
| 排名  | 国家／地区  | 金牌 | 银牌 | 铜牌 | 總數 |
| ----- | ----------- | ---- | ---- | ---- | ---- |
| 1     | （KAZ）     | 32   | 21   | 17   | 70   |
| 2     | 日本（JPN） | 13   | 24   | 17   | 54   |
| 3     | 韩国（KOR） | 13   | 12   | 13   | 38   |
| 4     | 中国（CHN） | 11   | 10   | 14   | 35   |
| 5     | 蒙古（MGL） | 0    | 1    | 4    | 5    |
| 6     | 伊朗（IRI） | 0    | 1    | 2    | 3    |
| 7     | （KGZ）     | 0    | 0    | 1    | 1    |
| 7     | 朝鲜（PRK） | 0    | 0    | 1    | 1    |
| 總 計 | 總 計       | 69   | 69   | 69   | 207  |

## 項目
括號中的數字為該項目的金牌數。奧運項目雪车、雪橇、钢架雪车、單板滑雪、冰壺和北歐混合式滑雪在此屆冬亞運沒有比賽。
| - 高山滑雪 (6) - 班迪球 (1) - 冬季兩項 (7) - 越野滑雪 (12) - 花式滑冰 (4) - 自由式滑雪 (6) | - 冰球 (2) - 短道競速滑冰 (8) - 跳台滑雪 (3) - 滑雪定向 (8) - 競速滑冰 (12) |

## 參與國家及地區
本屆冬亞運共有26個亞奧理事會成員參與，由於科威特政府干預國內奧林匹克運動，國際奧委會對科威特奧委會全球禁赛，科威特運動員以個人名義参加本屆冬亞運，升五環旗、奏奧林匹克會歌奥林匹克頌。

| - 阿富汗（1） - 巴林（17） - 中国（134） - 朝鲜（32） - 中国香港（3） - 印度（11） - 伊朗（10） - 日本（102） - 约旦（2） | - （169） - 韩国（108） - 科威特运动员（21） - （53） - 黎巴嫩（2） - 马来西亚（22） - 蒙古（52） - 尼泊尔（1） - 巴勒斯坦（2） | - 菲律宾（3） - （4） - 新加坡（1） - 中华台北（32） - （2） - 泰国（25） - 阿拉伯联合酋长国（25） - （8） |

### 無參賽運動員國家
國家只派出官員。
- 印度尼西亞

## 外部連結
- 2011年亚洲冬季运动会官方网站
- 亚奥理事会相关页面